# Anton Linsmayer
Anton Linsmayer (* 12. Juni 1827 in Deggendorf; † 13. April 1886 in München) war ein deutscher Altphilologe und 1865 bis 1886 Rektor am Maximiliansgymnasium München.

## Leben
Linsmayer, der Sohn eines Bäckermeisters, absolvierte 1846 das Abitur am Gymnasium in Straubing und studierte dann Geschichte und Philologie an der Ludwig-Maximilians-Universität München. Nach dem Staatsexamen war er Assistent am Gymnasium in Bamberg und ab 1852 Studienlehrer am Maximiliansgymnasium und 1858 Gymnasialprofessor. Daneben war er Repetitor an der königlichen Pagerie. Ab 1873 war er im neu gegründeten bayerischen Schulrat. 1870 erreichte er den Umzug der Schule in größere Räumlichkeiten im Damenstiftsgebäude in der Ludwigstraße, wo das Maximiliansgymnasium bis 1912 war.
Unter ihm waren unter anderem der Historiker und Archäologe Friedrich Ohlenschlager (1840–1916, später Rektor in Speyer und dann am Ludwigsgymnasium in München), der Altphilologe Wolfgang von Markhauser (1830–1910, später Rektor des Luitpoldgymnasiums in München) und der Historiker Johann Gerstenecker (* 1848, später Rektor am Wittelsbacher-Gymnasium in München) Lehrer und 1867 bis 1874 Max Planck und von 1882 bis 1886 Kronprinz Rupprecht von Bayern Schüler.
Als Philologe befasste er sich mit Marcus Tullius Cicero, Titus Livius, Curtius Rufus und Tacitus.
Der Priester und Religionslehrer in Rosenheim, München und Neuburg an der Donau, Wenzeslaus Linsmayer (* 26. April 1821 in Deggendorf; Priesterweihe am 1. Juli 1844), war ein Bruder des Anton Linsmayer.

## Schriften
- mit Karl Felix Halm: Analecta Tulliana. Libr. Regia Scholastica, München 1852/1853.
- Variae lectiones ad Ciceronis librum primum de inventione ex quattuor codicibus exscriptae. Libr. Regia Scholastica, München 1853.
- Lectiones Livianae. Straub, München 1864.
- Der Triumphzug des Germanicus. Eine Studie. J. Lindauer, München 1875.
- De Q. Curtii Rufi codice latino Monacensi n. 15739 insignito lucubratio. F. Straub, München 1875.